# شهر ترانه
شهر ترانه (انگلیسی: City of Song) یک فیلم عاشقانه بریتانیایی-آلمانی به کارگردانی کارمینه گالونه است که در سال ۱۹۳۱ منتشر شد.

## بازیگران
- یان کیه‌پورا
- هیو ویکفیلد
- هدر آنجل
- مایلز مالسون
- بتی استاکفلد